# Prema Racing
Prema Racing (competindo também como Prema Powerteam até 2022 e como Prema Orlen Team no Campeonato Mundial de Endurance da FIA) é uma equipe italiana de automobilismo que atualmente compete nos Campeonatos de Fórmula 2 e Fórmula 3 da FIA, bem como na IndyCar Series e em vários campeonatos juniores. Em 2022, a equipe fez suas inscrições no Campeonato Mundial de Endurance da FIA e na European Le Mans Series, iniciando os esforços nas corridas de resistência. A equipe foi fundada em 1983 e está localizada em Grisignano di Zocco, na região de Vêneto.
A Prema já revelou muitos talentos para vários programas juniores de Fórmula 1, desde Toyota, Renault, Ferrari, McLaren, Mercedes, Red Bull, Williams e Alpine nos últimos anos. Seus sucessos mais recentes foram nos campeonatos de Fórmula 2 da FIA de 2017 (quando conquistou o título do campeonato de pilotos com Charles Leclerc), de 2020 (quando conquistou os títulos do campeonato de equipes e de pilotos com Mick Schumacher) e de 2021 (quando conquistou os títulos do campeonato de equipes e de pilotos com Oscar Piastri) e nos campeonatos de Fórmula 3 da FIA de 2019 e de 2020, quando conquistou os títulos dos campeonatos de equipes e de pilotos com Robert Shwartzman e Oscar Piastri, respectivamente. Em 2021, a equipe conquistou o título do campeonato de pilotos da Fórmula 3 com Dennis Hauger.
Em abril de 2024, a Prema Racing confirmou sua entrada na IndyCar Series a partir de 2025, disputando a temporada completa com dois carros equipados com motores Chevrolet.